# Last Chance Harvey
Last Chance Harvey (bra: Tinha que Ser Você; prt: A Um Passo do Amor) é um filme americano de 2008, do gênero drama romântico, dirigido por Joel Hopkins e protagonizado por Dustin Hoffman e Emma Thompson.
O roteiro se concentra em duas pessoas solitárias tentando se relacionar no espaço de três dias. Dustin Hoffman interpreta um compositor norte-americano que perde seu emprego e sua posição de pai da noiva após passar um dia no exterior, enquanto Emma Thompson interpreta uma funcionária do aeroporto com uma visão icônica dos relacionamentos.

## Sinopse
O compositor de jingles Harvey Shine (Hoffman) vê seu emprego em risco quando seu chefe Marvin (Richard Schiff) o põe em xeque. Ele precisou ir a Londres, onde seria padrinho do casamento de sua filha Susan (Liane Balaban), mas chegando lá descobre que ela escolheu o padrasto para levá-la ao altar, e ele ainda precisa voltar urgentemente a Nova York, para participar de uma reunião. Magoado, Harvey abandona a cerimônia em Londres e corre parte para o aeroporto, mas acaba perdendo o voo. No dia seguinte, perde o emprego e decide afogar suas mágoas num bar – onde conhece Kate (Emma Thompson), que se sensibiliza por seus infortúnios.

## Elenco
- Dustin Hoffman — Harvey Shine
- Emma Thompson — Kate Walker
- Eileen Atkins — Maggie Walker
- Kathy Baker — Jean
- Liane Balaban — Susan Shine Wright
- Daniel Lapaine — Scott Wright
- James Brolin — Brian
- Richard Schiff — Marvin

## Produção
De acordo com entrevistas com Emma Thompson e Dustin Hoffman em An Unconventional Love Story: The Making of Last Chance Harvey, um recurso bônus no lançamento em DVD do filme, ambos estavam ansiosos para trabalhar juntos desde que completaram Stranger than Fiction. Quando o roteirista/diretor Joel Hopkins se aproximou dela com o roteiro, Thompson sugeriu que ele o adaptasse para acomodar Hoffman, que concordou em retratar Harvey se Hopkins permitiria aos atores a liberdade de improvisar algumas de suas cenas. Hopkins concordou e várias conversas de Harvey e Kate foram improvisadas, mantendo-se dentro dos ditames da trama.
Os locais de Londres vistos no filme incluem Willesden Green, Belsize Park, Green Park, Maida Vale, Millennium Dome na península de Greenwich, leste da Golden Jubilee Bridge, o Royal National Theatre em Southbank Centre, estação Paddington, Somerset House, St. John's Wood, Ponte de Waterloo e Aeroporto de Londres-Heathrow em Middlesex.

## Recepção
O filme recebeu principalmente críticas positivas e tem uma classificação nova de 71% no Rotten Tomatoes, com base em 153 avaliações com uma classificação média de 6,2 em 10. O filme também tem uma pontuação no Metacritic de 57 em 100, com base em 27 revisões.

## Prêmios e indicações
Dustin Hoffman foi indicado ao Globo de Ouro de melhor ator em comédia ou musical, mas perdeu para Colin Farrell em In Bruges. Emma Thompson foi indicada ao Globo de Ouro de melhor atriz em comédia ou musical, mas perdeu para Sally Hawkins em Happy-Go-Lucky.

## Mídia doméstica
Anchor Bay Entertainment lançou o filme em um DVD com dois discos em 5 de maio de 2009. No Disco Um, o filme é apresentado em formato widescreen anamórfico, com uma faixa de áudio em inglês e legendas em inglês e espanhol. Os recursos extras incluem comentários de Joel Hopkins, Dustin Hoffman e Emma Thompson, An Unconventional Love Story: The Making of Last Chance Harvey, e o trailer do filme. O Disco Dois apresenta o filme em formato de pan e scan.